# Minivac 601
Minivac 601 デジタル・コンピュータ・キット（英語: Minivac 601 Digital Computer Kit）は、情報理論の先駆者であるクロード・シャノンがデジタル回路を使った教育用キットとして作り出した電気機械式デジタルコンピュータシステムである。  

## 説明
システムは1961年にサイエンティフィック・ディベロップメント・コーポレーション (Scientific Development Corporation) のコンシューマ製品部門（すぐ後にデジタル機器部門に改称）より販売された。Minivac 601は青く塗装された木製のケースに収められた。データの一時記憶に使う論理スイッチには双極双投形リレーを使用していた。メインボードは単純な双極双投形スライドスイッチ、単極双投形押しボタンスイッチ、表示ランプを使った6ビットの2進数入出力機構を備えていた。16ステップの電動ダイヤルロータリースイッチは10進または16進の数字を入力、出力、あるいはクロック信号発生器として機能した。 
部品はメイン回路基板上のソケットにピン付きのジャンパ線を手作業で挿入して内部接続されていた。この単純なコンピュータは部品を組み合わせることで三目並べを遊んだり、あるいは単純なエレベーター制御システムをシミュレートしたりといったことがかろうじて可能になった。
1962年初めには強化版のMinivac 6010がリリースされた。これはグレーの金属製ケースに収められ、高品質な部品が使われていた。抵抗器、コンデンサ、ダイオードなど、可能性を広げるための追加のパッチコードが供給された。価格が跳ね上がったにもかかわらず、システムは玩具としてよりも企業向けによく売れた。
1962年、サイエンティフィック・ディベロップメント・コーポレーションはアナログ電子技術に基づく教育用電子キットも宣伝していた。

## ギャラリー

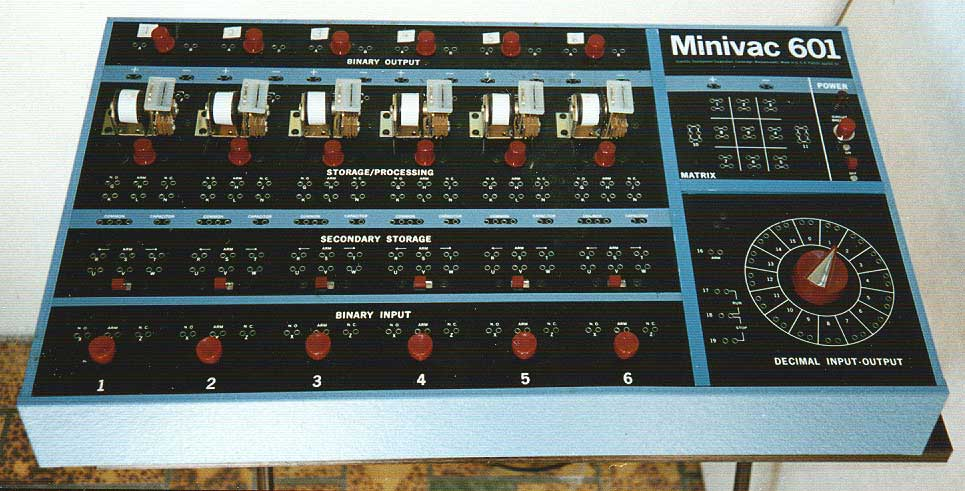
オリジナルの青筐体